# Daniela Ruiz (dermatóloga)
Daniela Ruiz (San José, 1984-15 de marzo de 2023) fue una dermatóloga y activista por la diversidad sexual costarricense. Fue la primera médica trans de su país.

## Trayectoria
Daniela Ruiz estudió medicina en la Universidad de Costa Rica (UCR) de 2001 a 2007, realizando un posgrado en la Escuela de Medicina de la Universidad de Harvard especializado en pediatría, realizando una estancia en el Hospital Infantil de Boston.  Luego de realizar una especialización en dicha área, realizó su internado en el Hospital Nacional de Niños Dr. Carlos Sáenz Herrera de San José. De 2014 a 2017 cursó una especialidad en dermatología, obteniendo una maestría en Gerencia de la Salud en el Instituto Centroamericano de Salud Pública. Para entonces había conseguido la transición de su género asignado al nacer hacia ser una mujer trans, siendo la primera profesionista de su país de dicho género.Además de su ejercicio profesional fue una activista por los derechos LGBTIQ+.
Después de cursar dicha especialidad ingresó como dermatóloga a la Caja Costarricense del Seguro Social. Era además dueña de la marca DR Skin, misma en la que sostenía diversas cuentas de redes sociales donde publicaba contenidos de manera regular hasta su fallecimiento ocurrido en 2023